# Jacob Bjerknes
Jacob Aall Bonnevie Bjerknes (Estocolmo, 2 de novembro de 1897 — Los Angeles, 7 de julho de 1975) foi um meteorologista norueguês radicado nos Estados Unidos.
Filho de Vilhelm Bjerknes.